# 北海道道279号江部乙雨龙线
北海道道279号江部乙雨龙线（日语：北海道道279号江部乙雨竜線）是一条连接北海道泷川市江部乙和雨龙郡雨龙町雨龙市街的普通道级道路（北海道道）。

## 指定区間
- 起点：北海道泷川市江部乙町西13丁目（＝国道12号・北海道道564号江部乙赤平线交点）
- 終点：北海道雨龙郡雨泷町6区（＝国道275号・北海道道432号暑寒别雨龙停车场线交点）
- 总長：4.7千米

## 经过的自治体
- 空知综合振兴局
  - 泷川市
  - 雨龙郡雨龙町

## 主要连接道路
- 泷川市
  - 国道12号＝江部乙町西13丁目（起点）
  - 北海道道564号江部乙赤平線＝江部乙町西13丁目（起点）
- 雨龙町
  - 国道275号＝6区（终点）
  - 北海道道432号暑寒別雨龙停車場線＝6区（终点）

## 主要橋梁
- 泷川市
  - 江龙桥（石狩川和雨龙川在橋的南端合流。该桥架设在雨龙町的边界）

## 历史
- 1957年7月25日 路線勘定（路線编号为226）。
- 1994年10月1日 路線编号变更。

该路线的前身为1922年7月21日所勘定的準地方費道92号岩見泽雨龙線的一部分路段。

## 其他
- 沿途有广阔的水田。
- 中途与JR函馆本線相平交。